# آرتاشس آدامیان
آرتاشس آدامیان (ارمنی: Արտաշես Արմոյի Ադամյան؛ ۱۲ نوامبر ۱۹۷۰) بازیکن فوتبال در پست مهاجم اهل ارمنستان است.

## باشگاهی
از باشگاه‌هایی که در آن بازی کرده‌است می‌توان به باشگاه فوتبال آرتساخ، باشگاه فوتبال اخا اهلی عالیه، باشگاه فوتبال اسپارتاک پلوودیف، باشگاه فوتبال کریستال اسمولنسک، باشگاه فوتبال سلام زغرتا، باشگاه فوتبال کوتایک و باشگاه فوتبال میکا اشاره کرد.

## تیم ملی
وی همچنین در تیم ملی فوتبال ارمنستان بازی کرده‌است. آدامیان نخستین بازی ملی خود را که یک بازی دوستانه بود در تاریخ ۱۴ اکتبر ۱۹۹۲ در ایروان در مقابل مولداوی انجام داده‌است.